# Сент-Джон, Энтони, 22-й барон Сент-Джон из Блетсо
Энтони Тюдор Сент-Джон, 22-й барон Сент-Джон из Блетсо (англ. Anthony Tudor St John, 22nd Baron St John of Bletso; родился 16 мая 1957 года) — британский пэр, политик, бизнесмен и адвокат. Он является одним из девяноста наследственных пэров, избранных в Палату лордов после принятия Закона о Палате лордов 1999 года. Он говорит об африканских делах (и является известным экспертом по Южной Африке), дерегулировании, финансовых услугах и информационных технологиях. Вместо того, чтобы объединяться с определенной политической партией, он остается беспартийным.

## Жизнь и карьера
Родился 16 мая 1957 года. Единственный сын Эндрю Сент-Джона, 21-го барона Сент-Джона из Блетсо (1918—1978), и Кэтрин Берг. Он унаследовал титулы своего отца в 1978 году . Он получил образование в Университете Кейптауна, где получил степень бакалавра искусств и бакалавра наук, и в Университете Южной Африки, где окончил со степенью бакалавра права. Он получил дальнейшее образование в Лондонской школе экономики и получил степень магистра права. Лорд Сент-Джон занял свое место в Палате лордов в 1979 году.
С 1985 по 2002 год он работал нефтяным аналитиком в County NatWest Securities, а затем Smith New Court Plc, а затем служил консультантом Merrill Lynch до 2008 года. Он создал интернет-центр обработки данных корпорации Globix в Великобритании, а затем стал президентом глобальных продаж и маркетинга для Международной группы. В период с 2004 по 2012 год он был неисполнительным председателем Spiritel Plc, поставщика телекоммуникационных услуг, а также неисполнительным директором Sharp Interpak, WMRC и Pecaso. Он также был в Консультативном совете Infinity SDC и Chayton Capital с акцентом на сельское хозяйство и возможности для бизнеса в Африке. Его компания African Business Solutions помогает международным компаниям инвестировать в Африку, в частности, в инфраструктуру, широкополосную связь, финансовые услуги и возобновляемые источники энергии. В настоящее время он является председателем и неисполнительным директором нескольких зарегистрированных и не зарегистрированных компаний.
С 1998 года лорд Сент-Джон из Блетсо служил дополнительным лордом в ожидании Её величества королевы. В последнее время он работал в Комитете по коммуникациям Палаты лордов и Специальном комитете по искусственному интеллекту. В настоящее время он является заместителем председателя парламентской африканской группы всех партий, группы Зимбабве и группы Южной Африки, а также группы исчезающих видов. Он был председателем благотворительной организации Citizens Online с 2001 по 2008 год. В настоящее время он является попечителем Christel House Europe и почетным попечителем благотворительных организаций Alexandra Rose, Tusk Trust и Television Trust for the environment.
Его особые интересы-иностранные дела, особенно Африка, чистые технологии, охрана дикой природы и спорт. Он играет активную роль в благотворительном секторе, являясь попечителем 7 благотворительных организаций, в основном ориентированных на сокращение бедности, образование и сохранение дикой природы в Южной Африке.

## Личная жизнь
16 декабря 1994 года барон Сент-Джон из Блетсо женился первым браком на докторе Хелен Джейн Уэстлейк, дочери Майкла Уэстлейка, от брака с которой у него четверо детей. Его второй женой стала Сабина Сент-Джон, от брака с которой у него пять детей.
Наиболее вероятным наследником титула является его старший сын, достопочтенный Оливер Бошан Сент-Джон (род. 11 июля 1995).